# Viennski koncil
Viennski koncil oziroma vesoljni cerkveni zbor je potekal  od 16. oktobra 1311 - 6. maja 1312 v Vienni kot petnajsti ekumenski koncil. Sklical ga je in mu predsedoval Papež Klemen V.. Imel je tri seje. Navzočih je bilo okrog 300 koncilskih očetov, med njimi 20 kardinalov, 2 patriarha, 29 nadškofov, 79 škofov in 38 opatov, ali njihovih pooblaščencev (namestnikov, prokuratorjev). 

## Zgodovina
Viennski koncil je bil 15. vesoljni (=ekumenski) cerkveni zbor in je potekal leta 1311 in 1312 v Vienni - od 16. oktobra 1311 do 6. maja 1312, v mestecu na reki Roni v francoskem departmaju Isère (Dauphiné), v Francoskem kraljestvu. Čeprav je bil na videz ta vesoljni cerkveni zbor enak drugim, se je v resnici od njih precej razlikoval; glavni razlog je bil hud pritisk, ki ga je nanj vršil francoski kralj Filip, ki je podkrepil svoje zahteve tudi z navzočnostjo številnega vojaštva. Zato tega koncila ni možno imeti za popolnoma svobodnega.

Že pri kronanju v Lyonu decembra 1305 je zahteval Filip IV. od papeža sklicanje vesoljnega cerkvenega zbora (koncila), ki naj bi sodil pokojnemu papežu Bonifaciju VIII. 

Napovedal ga ja papež na ponovno zahtevo francoskega kralja dne 12. avgusta 1308 –  iz Poitiersa, kjer se je tedaj mudil –  papež Klemen V.; tam se je bil srečal 1307 s francoskim kraljem, ki je zelo omejil število koncilskih očetov. Zaradi tekočih postopkov zoper člane templjarskega reda je papež odlagal začetek koncila in ga končno prestavil na 1. oktobra 1310, pa še takrat je bil potreben odlog. Začel se je koncil končno v stolnici svetega Mavricija v Vienni šele 16. oktobra 1311. Skupno število navzočih koncilskih očetov se je gibalo okrog števila tristo. 

Tozadevna papeška bula izraža predvsem namen, da bi ustrezno rešili zapleteno vprašanje viteškega reda templjarjev, ki ga je nasilno že vzel v svoje roke francoski kralj Filip Lepi in ga na svoj način neustrezno reševal.  

## Potek koncila

### Seje
Koncil je imel tri seje: 
1. 16. oktobra 1311 je po obrednem odprtju imel papež govor, nakar so izvolili koncilske komisije. Nato so preučevali obsežno gradivo in izglasovali, da templjarjev ni treba razpustiti, ampak jih je treba ohraniti.
2. 3. aprila je papež zatrl red templjarjev, njihovo premoženje pa prepustil drugim redovom - v resnici pa se ga je francoski kralj že prej polastil.
3. 6. maja 1312 - na sklepni slovesni seji - so prišla na vrsto še druga vprašanja, ki pa so jih zaradi naglice večinoma obravnavali le mimogrede. Zgodnja papeževa smrt (1314) je onemogočila dodelavo predloženih odlokov in njihovo objavo.
4. Koncilsko in drugo gradivo je 1317 objavil in razposlal šele naslednik Janez XXII. ter jih pridružil v CIC (Codex iuris canonici - Zakonik cerkvenega prava) pod naslovom Clementina. [3]

### Ozadje templjarskega vprašanja
Koncil je sklical Klemen V., da bi pravično rešil vprašanje viteškega reda templjarjev. 

Тempljarji (francosko templiers od temple – tempelj, hram, torej hramovci)  so bili člani duhovno-viteškega reda, ki ga je osnovala v Sveti deželi pred 1119 skupina vitezov v zvezi s Prvo križarsko vojno. . 

Konec 13. stoletja se je navdušenje za križarske vojne poleglo in nasprotovanje papežem okrepilo, kar se je pokazalo zlasti pri Bonifaciju VIII., ki je  skušal poleg duhovne uveljaviti nad krščanskimi vladarji tudi svetno oblast. Zaman so torej papeži spodbujali evropske vladarje za ponovno osvojitev od mohamedancev nekdaj krščanskih ozemelj, ki so druga za drugim padala pod njihovo oblast. Nedavno tega je padla - največ zaradi nesloge med branilci - v roke nevernikov še zadnja križarska trdnjava v Siriji – Akra (1291). Za njeno izgubo je neupravičeno francoski kralj dolžil papeža Bonifacija VIII.
 
Križarski vitezi – zlasti templjarji – so na ta način zgubili svoj raison d'être . Svojih obilnih dohodkov niso več rabili za vojskovanje, ampak so si s skrbnim gospodarjenjem in pretkanim posojanjem denarja (čeprav je bilo to po krščanskem pojmovanju prepovedano) premoženje povečevali iz dneva v dan. Tako so »ubogi« in neuki vitezi prihajali v nevarnost, da bodo postali lahek plen pogoltnih vladarjev, ki jim je vedno primanjkovalo denarja zaradi medsebojnega vojskovanja in razsipnega življenja. Taka nevarnost je postala realnost pod tedaj najmočnejšim evropskim vladarjem, francoskim kraljem Filipom IV., ki je pokazal svojo lakomnost in surovost že v odnosih do Klemenovih predhodnikov Bonifacija VIII., ki ga je dejal dejansko napasti in je za posledicami kmalu umrl – ter Benedikta XI., ki ga je dal zastrupiti. Spor z Bonifacijem je začel Filip ravno pri desetini, ki bi naj jo pobirali cerkveni ljudje in pošiljali rimski kuriji za križarske vojne, pa jo je začel pobirati sam, da bi napolnil prazno državno blagajno. Sedaj so bila na vrsti bogastva templjarjev, ki se jih je hotel polastiti zlepa ali zgrda.

### Papež poskuša z združitvijo utišati govorice
Že 1305 sta od novega papeža Klemena V. dobila pismi velika mojstra templjarjev in ivanovcev, Jacques de Molay in Fulk de Villaret s povabilom, da bi se poskušala s papežem dogovoriti o združitvi obeh viteških redov v enega. De Molay je prispel v začetku 1307; s papežem sta soglašala, da so očitki na račun templjarjev navadno obrekovanje; kljub temu je papež povabil kralja, naj nadzira preiskavo. Filip je bil hudo zadolžen pri templjarjih zaradi dolgotrajne vojne z Anglijo; govorice je vzel za povod, da s pogromom nad templjarji oropa tudi njihovo bogastvo, papeževa prošnja pa mu je prišla kot naročena.  

Kralj Filip Lepi se je polastil cerkvenih pristojnosti ter je zaprl, mučil in obsodil večje število (140) templjarjev pod najhujšimi nesmiselnimi obtožbami; med strašnimi mučenji so izsiljena priznanja služila kot dokaz, da jih je obtožil kot heretike ter jih dal tudi javno sežgati na grmadi, ko jim je poprej zasegel vse premoženje. Papež je skušal s koncilom razjasniti hude obtožbe. Kljub temu, da je bila večina koncilskih očetov zoper ukinitev templjarjev, je papež pod Filipovim pritiskom in sklicujoč se na svojo petrinsko oblast red razpustil. 

Nikoli poprej niti poslej se ni kak koncil odvijal pod takimi grožnjami in nasiljem. Kralj je odkrito grozil papežu in škofom, če ne bodo obsodili papeža-mučenca Bonifacija VIII. in »viteze Božjega groba«, templjarje. 30.000 kraljevih vojakov je stalo v pripravljenosti, da bi vdrli v mesto in pozaprli vse koncilske očete; pa vendar je bil koncil na neki način sodišče pravice: kot en človek so se zedinili vsi škofje in razglasili za nedolžnega tako Bonifacija kot templjarje. 

Koncilske listine so izginile, razen odlomka, ki ga je kot rokopis našel v Pariški narodni knjižnici kardinal in zgodovinar Ehrle. Zato tudi ni gotovo, kako je koncil potekal in koliko je bilo udeležencev. Villani navaja v svoji »Novi kroniki«:
Oktobra leta Gospodovega 1311, je papež Klemen slavil koncil v Vienni v Burgundiji zaradi obljube, ki jo je dal francoskemu kralju glede spomina na papeža Bonifacija; tam je bilo navzočih več ko tristo škofov, brez opatov in prelatov. Na tem koncilu so objavili, da je bil papež Bonifacij katoličan in ne kak krivoverec, kot mu je to podtikal francoski kralj. 

### Pogrom nadtempljarji
Najbolj znana koncilska seja je bila tista o templjarjih. Ustanovljena je bila komisija, ki naj bi preučila razmere v redu; v njej so bili predstavniki različnih stanov in različnih narodov; od članov te komisije je bil sestavljen odbor iz škofov in nadškofov, ki mu je predsedoval oglejski nadškof, ki je izčrpno preučil uradno poročilo in povzetke le-tega. Večina kardinalov in skoraj vsi člani komisije so bili mnenja, da je treba viteškemu redu templjarjev podeliti pravico, da se brani in da ni bilo do takrat zbranih dovolj dokazov, da bi red obsodili kot krivoverski, za kar so ga nezakonito obsojali. Že v začetku decembra 1311 so kardinali in komisija glasovali o tej zadevi. Papež je bil v težavnem položaju zaradi hudega pritiska francoskega kralja. Februarja 1312 se je pojavil sam kralj z močnim vojaškim spremstvom pred vrati mesta Vienne. Odločno je zahteval zatrtje templjarjev v dopisu z dne 2. marca naslovljenem na papeža. Klemen se je sedaj odločil za razpustitev viteškega reda templjarjev in sicer ne po pravni poti (de jure), ampak po poti skrbi za Cerkev in z apostolskim pooblastilom (per modum provisionis seu ordinationis apostolicae). Papež je oznanil to odločitev kardinalskemu zboru 22. marca. 3. aprila 1312 je potekalo drugo zasedanje cerkvenega zbora, na katerem so bili navzoči tudi francoski kralj in njegovi trije sinovi: odlok o zatrtju templjarjev je bil razglašen; tozadevna bula »Vox clamantis« pa nosi datum 22. marca 1312. 

Očitno so na tem zasedanju obravnavali Bonifacijevo zadevo; potrdili so, da je bil zakoniti papež in zavrnili vse obtožbe zoper njega. Za protiuslugo so oprostili - na njegovo izrečno zahtevo - vseh obtožb v zvezi z napadom na papeža in Cerkev (v Anagniju 7. septembra 1303 in ob drugih priložnostih) tudi francoskega kralja, pod neznatno pokoro, pa tudi glavnega dejavnika vojskovodja Nogareta.       

## Vsebina
Glavna vsebina koncila je bila torej razprava o obtožbah zoper templjarje. Papeška inkvizicija, ki ni uporabljala prisile, je namreč prišla do drugačnih sklepov kot državna: templjarji so svoja izsiljena priznanja vsi po vrsti – tudi veliki mojster - preklicali. Zato so koncilski očetje svetovali papežu, naj ne razpusti tako zaslužnega reda. 

Papeške bule v zvezi s templjarji med in po koncilu so naslednje:
1. Vox in excelso (22. marec 1312)
2. Ad providam (2. maj 1312)
3. Considerantes dudum (6. maj 1312)
4. Nuper in concilio (16. maj 1312)
5. Licet dudum (18. december 1312)
6. Dudum in generali concilio (31. december 1312)
7. Licet pridem (13. januar 1313)

Koncil je obravnaval tudi razna skrajna verska gibanja, kot so bili begini, begine in frančiškanski bratci (fraticelli), ter jih je prepovedal kot heretična. Izrekel je tudi določila glede frančiškanskega uboštva; "bratcem" je ukazal, da se morajo pridružiti frančiškanom.
 
Govorili so tudi o križarski vojni, vendar je vse ostalo le pri besedah: napovedali so namreč podjetje za osvoboditev svetih krajev. Obravnavali so tudi vprašanja o cerkveni disciplini.

### Določbe
- Bula o zatrtju reda templjarjev (1 in 2)
- Odloki:

1. Duša je oblika telesa
2. Potrebno je prejeti svete redove
3. Begine
4. Krščansko bogočastje
5. Poučevanje vzhodnih jezikov
6. Begardi
7. Manjši bratje (1 in 2)

Viennski vesoljni cerkveni zbor je torej objavil bulo v več nadaljevanjih o zatrtju viteškega reda templjarjev ter sedem odlokov, ki obsojajo nekatere herezije ter urejajo učenje orientalskih jezikov na določenih univerzah, kakor tudi spore med frančiškani glede praktičnega izvajanja zaobljube uboštva.

### Ocena
- »Koncil stoji na prelomnici dveh svetov« (E. Müller) [13]

- Na Petnajstem vesoljnem cerkvenem zboru so bili posebno obsojeni bratci (fraticelli), beguardi, begine in templjarji. Herezijo in njene pobudnike je zadelo izobčenje; mnogo pripadnikov je ostalo zakrknjenih, pa so jih svetne oblasti pogubile na grmadi. [14] [15]

- Usodne posledice so imele papeževe bule zoper viteški red, čigar premoženje je zasegel francoski kralj in dal mnogo templjarjev mučiti ter sežgati na grmadi že pred papeževimi odločitvami. Pod pritiskom Filipa Lepega – »Hudiča v človeški koži« - je papež "Viteze Salomonovega templja" razpustil kljub temu, da je glasovala večina kardinalov in vsi drugi koncilski očetje za njegovo ohranitev. [16]